# Braunhausen
Braunhausen ist ein Ortsteil der Stadt Bebra im osthessischen Landkreis Hersfeld-Rotenburg. Der Ort liegt nordöstlich der Kernstadt Bebra im Bebratal, einem Teil des Richelsdorfer Gebirges. Im Westen des Ortes liegt der Braunhäuser Tunnel, ein ehemaliger Eisenbahntunnel an der Nord-Süd-Strecke von Hannover nach Frankfurt am Main.

## Geschichte

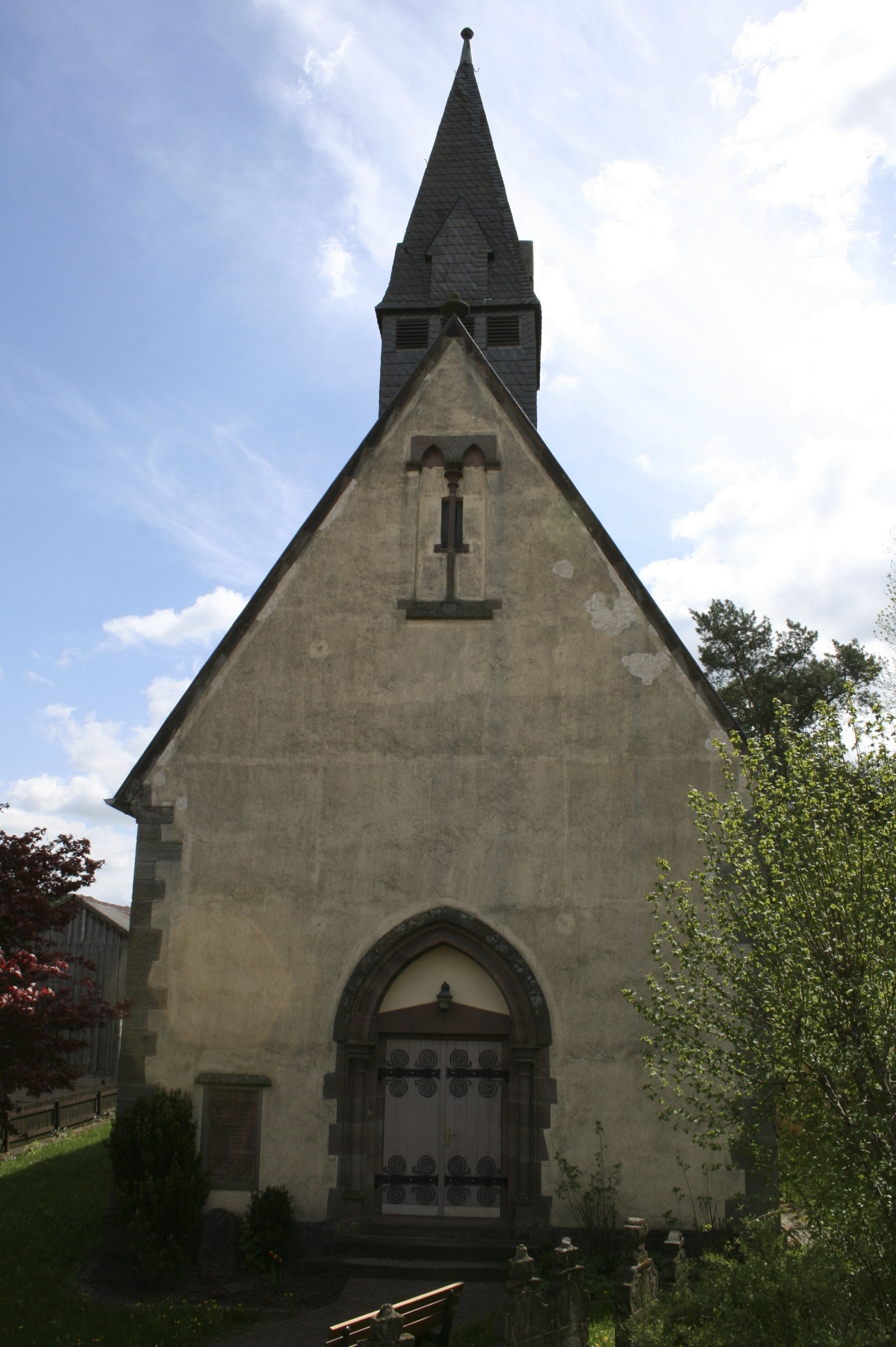
Evangelische Kirche in Braunhausen

### Ortsgeschichte
Die älteste bekannte schriftliche Erwähnung von Braunhausen erfolgte im Jahr 1252.
Hessische Gebietsreform (1970–1977)
Im Zuge der Gebietsreform in Hessen wurde die bis dahin selbständige Gemeinde Braunhausen zum 31. Dezember 1971 zusammen mit weiteren Gemeinden auf freiwilliger Basis in die Stadt Bebra eingegliedert. Für Braunhausen und die weiteren eingegliederten Gemeinden von Bebra wurde je Ortsbezirk gebildet.

### Verwaltungsgeschichte im Überblick
Die folgende Liste zeigt die Staaten und Verwaltungseinheiten, denen Braunhausen angehört(e):
- vor 1567: Heiliges Römisches Reich, Landgrafschaft Hessen, Amt Rotenburg
- ab 1567: Heiliges Römisches Reich (bis 1806), Landgrafschaft Hessen-Kassel, Amt Rotenburg
  - 1627–1834: Landgrafschaft Hessen-Rotenburg (sogenannte Rotenburger Quart), teilsouveränes Fürstentum unter reichsrechtlicher Oberhoheit der Landgrafschaft Hessen-Kassel bzw. des Kurfürstentums Hessen
- ab 1806: Landgrafschaft Hessen-Kassel, Rotenburger Quart, Amt Rotenburg
- 1807–1813: Königreich Westphalen, Departement der Werra, Distrikt Hersfeld, Kanton Bebra
- ab 1815: Kurfürstentum Hessen, Amt Rotenburg[7]
- ab 1821/22: Kurfürstentum Hessen, Provinz Niederhessen, Kreis Rotenburg[8][Anm. 2]
- ab 1848: Kurfürstentum Hessen, Bezirk Hersfeld
- ab 1851: Kurfürstentum Hessen, Provinz Niederhessen, Kreis Rotenburg
- ab 1867: Königreich Preußen, Provinz Hessen-Nassau, Regierungsbezirk Kassel, Kreis Rotenburg
- ab 1871: Deutsches Reich,  Königreich Preußen, Provinz Hessen-Nassau, Regierungsbezirk Kassel, Kreis Rotenburg
- ab 1918: Deutsches Reich, Freistaat Preußen, Provinz Hessen-Nassau, Regierungsbezirk Kassel, Kreis Rotenburg
- ab 1944: Deutsches Reich, Freistaat Preußen, Provinz Kurhessen, Landkreis Rotenburg
- ab 1945: Amerikanische Besatzungszone, Groß-Hessen, Regierungsbezirk Kassel, Landkreis Rotenburg
- ab 1946: Amerikanische Besatzungszone, Hessen, Regierungsbezirk Kassel, Landkreis Rotenburg
- ab 1949: Bundesrepublik Deutschland, Hessen, Regierungsbezirk Kassel, Landkreis Rotenburg
- ab 1972: Bundesrepublik Deutschland, Hessen, Regierungsbezirk Kassel, Landkreis Hersfeld-Rotenburg, Stadt Bebra[Anm. 3]

### Bevölkerung
Einwohnerstruktur 2011
Nach den Erhebungen des Zensus 2011 lebten am Stichtag dem 9. Mai 2011 in Braunhausen 135 Einwohner.
Nach dem Lebensalter waren 18 Einwohner unter 18 Jahren, 45 zwischen 18 und 49, 36 zwischen 36 und 64 und 81 Einwohner waren älter. Die Einwohner lebten in 57 Haushalten. Davon waren 15 Singlehaushalte, 21 Paare ohne Kinder und 18 Paare mit Kindern, sowie keine Alleinerziehenden und keine Wohngemeinschaften. In 36 Haushalten lebten ausschließlich Senioren und in 99 Haushaltungen leben keine Senioren.
Einwohnerentwicklung
| Braunhausen: Einwohnerzahlen von 1834 bis 2018 | Braunhausen: Einwohnerzahlen von 1834 bis 2018 | Braunhausen: Einwohnerzahlen von 1834 bis 2018 | Braunhausen: Einwohnerzahlen von 1834 bis 2018 | Braunhausen: Einwohnerzahlen von 1834 bis 2018 |
| --- | ---------------------------------------------- | ---------------------------------------------- | ---------------------------------------------- | ---------------------------------------------- |
| Jahr |                                                |                                                |                                                | Einwohner                                      |
| 1834 | 1834                                           |                                                | 222                                            | 222                                            |
| 1840 | 1840                                           |                                                | 230                                            | 230                                            |
| 1846 | 1846                                           |                                                | 243                                            | 243                                            |
| 1852 | 1852                                           |                                                | 228                                            | 228                                            |
| 1858 | 1858                                           |                                                | 230                                            | 230                                            |
| 1864 | 1864                                           |                                                | 246                                            | 246                                            |
| 1871 | 1871                                           |                                                | 201                                            | 201                                            |
| 1875 | 1875                                           |                                                | 247                                            | 247                                            |
| 1885 | 1885                                           |                                                | 267                                            | 267                                            |
| 1895 | 1895                                           |                                                | 243                                            | 243                                            |
| 1905 | 1905                                           |                                                | 246                                            | 246                                            |
| 1910 | 1910                                           |                                                | 262                                            | 262                                            |
| 1925 | 1925                                           |                                                | 275                                            | 275                                            |
| 1939 | 1939                                           |                                                | 206                                            | 206                                            |
| 1946 | 1946                                           |                                                | 336                                            | 336                                            |
| 1950 | 1950                                           |                                                | 340                                            | 340                                            |
| 1956 | 1956                                           |                                                | 270                                            | 270                                            |
| 1961 | 1961                                           |                                                | 239                                            | 239                                            |
| 1967 | 1967                                           |                                                | 218                                            | 218                                            |
| 1970 | 1970                                           |                                                | 211                                            | 211                                            |
| 1980 | 1980                                           |                                                | ?                                              | ?                                              |
| 1990 | 1990                                           |                                                | ?                                              | ?                                              |
| 2000 | 2000                                           |                                                | ?                                              | ?                                              |
| 2011 | 2011                                           |                                                | 135                                            | 135                                            |
| 2018 | 2018                                           |                                                | 150                                            | 150                                            |
| Datenquelle: Historisches Gemeindeverzeichnis für Hessen: Die Bevölkerung der Gemeinden 1834 bis 1967. Wiesbaden: Hessisches Statistisches Landesamt, 1968. Weitere Quellen: LAGIS; Stadt Bebra; Zensus 2011 |                                                |                                                |                                                |                                                |

Historische Religionszugehörigkeit
| • 1885: | 259 evangelische (= 97,00 %), 8 anderes christliche-konfessionelle (= 3,00 %) Einwohner |
| • 1961: | 227 evangelische (= 94,69 %), 227 katholische (= 3,77 %) Einwohner                      |

## Politik
Für Braunhausen besteht ein Ortsbezirk (Gebiete der ehemaligen Gemeinde Braunhausen) mit Ortsbeirat und Ortsvorsteher nach der Hessischen Gemeindeordnung.
Der Ortsbeirat besteht aus fünf Mitgliedern. Bei den Kommunalwahlen in Hessen 2021 betrug die Wahlbeteiligung zum Ortsbeirat 68,22 %. Alle Kandidaten gehörten der „Bürgerliste Braunhausen“ an. Der Ortsbeirat wählte Hans-Georg Blackert zum Ortsvorsteher.

## Sehenswürdigkeit
Am 21. Mai 1905 wurde die neugotische Kirche eingeweiht; die beiden Glasmalerei-Fenster mit den Motiven „Evangelist Johannes“ und „Der gute Hirte“ wurden 1904 von Alexander Linnemann in Frankfurt am Main entworfen und hergestellt. Sie steht unter Denkmalschutz.